# Hammam Maskhoutine
Hammam Maskhoutine, também conhecida como Hammam Dbegh (em árabe: حمام دباغ), é uma cidade e comuna localizada na província de Guelma, Argélia. De acordo com o censo de 2008, a população total da cidade era de 16 391 habitantes.

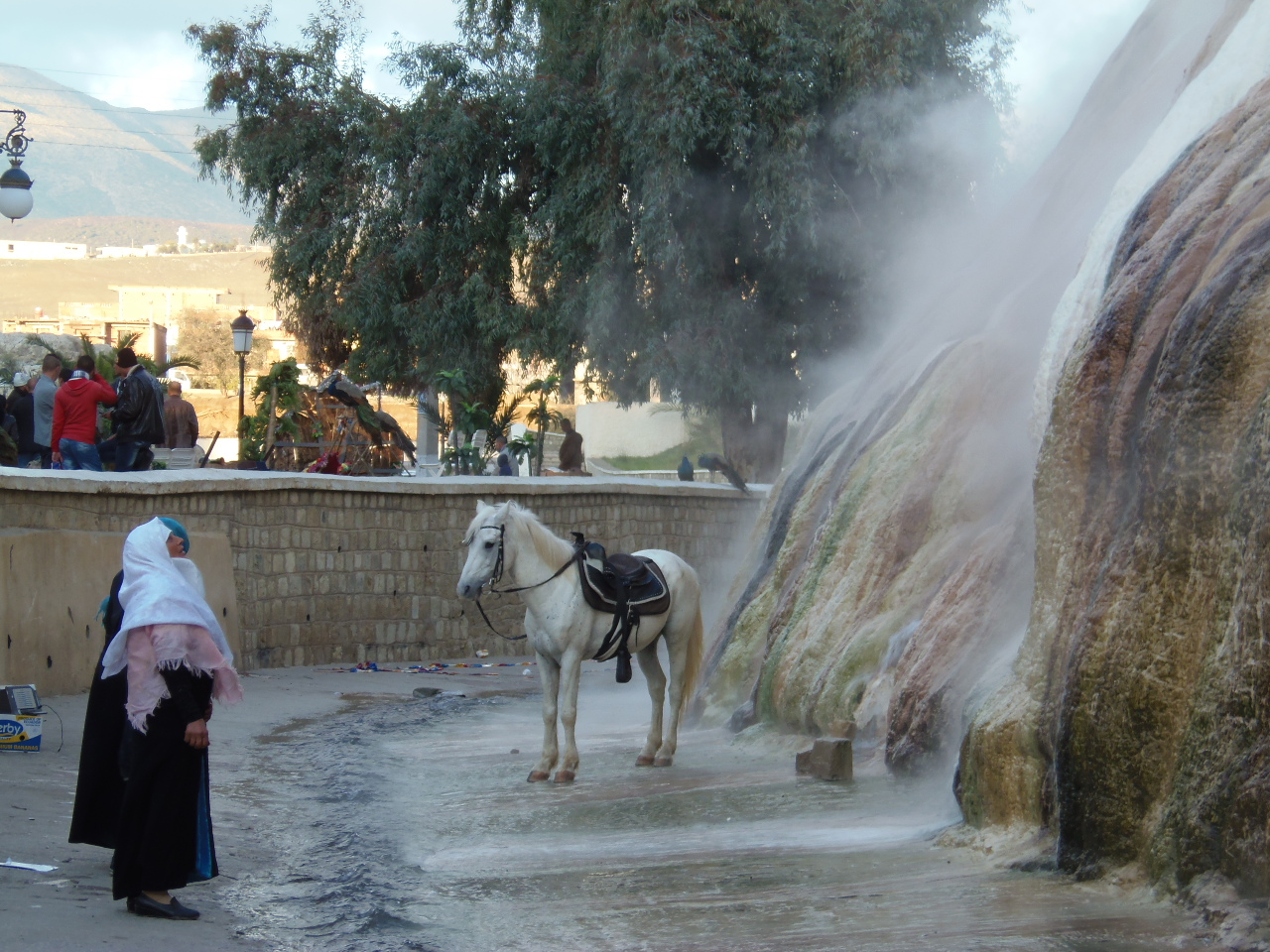
Turistas locais de Hammam Meskhoutine